# Nagroda Pulitzera w dziedzinie biografii i autobiografii

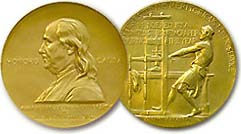
Medal Nagrody Pulitzera

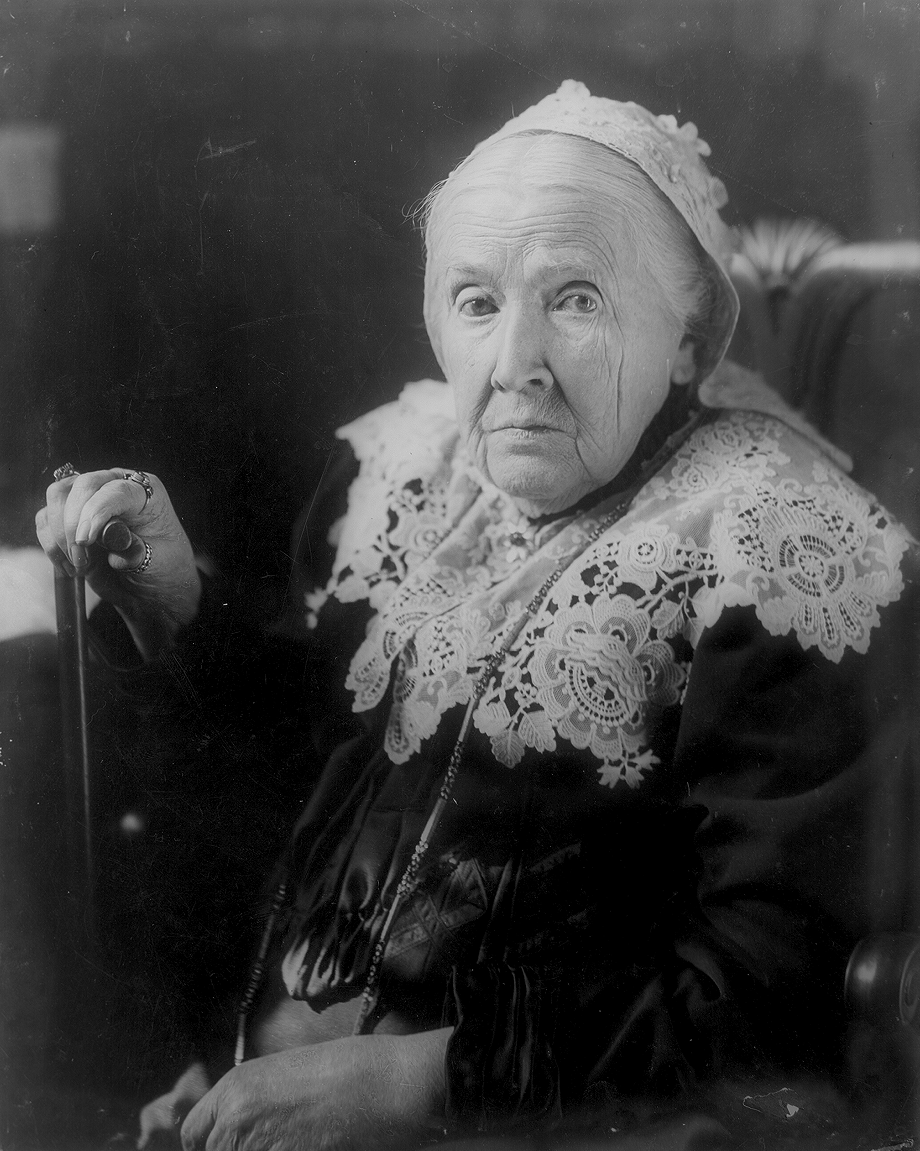
Julia Ward Howe, bohaterka pierwszej nagrodzonej biografii

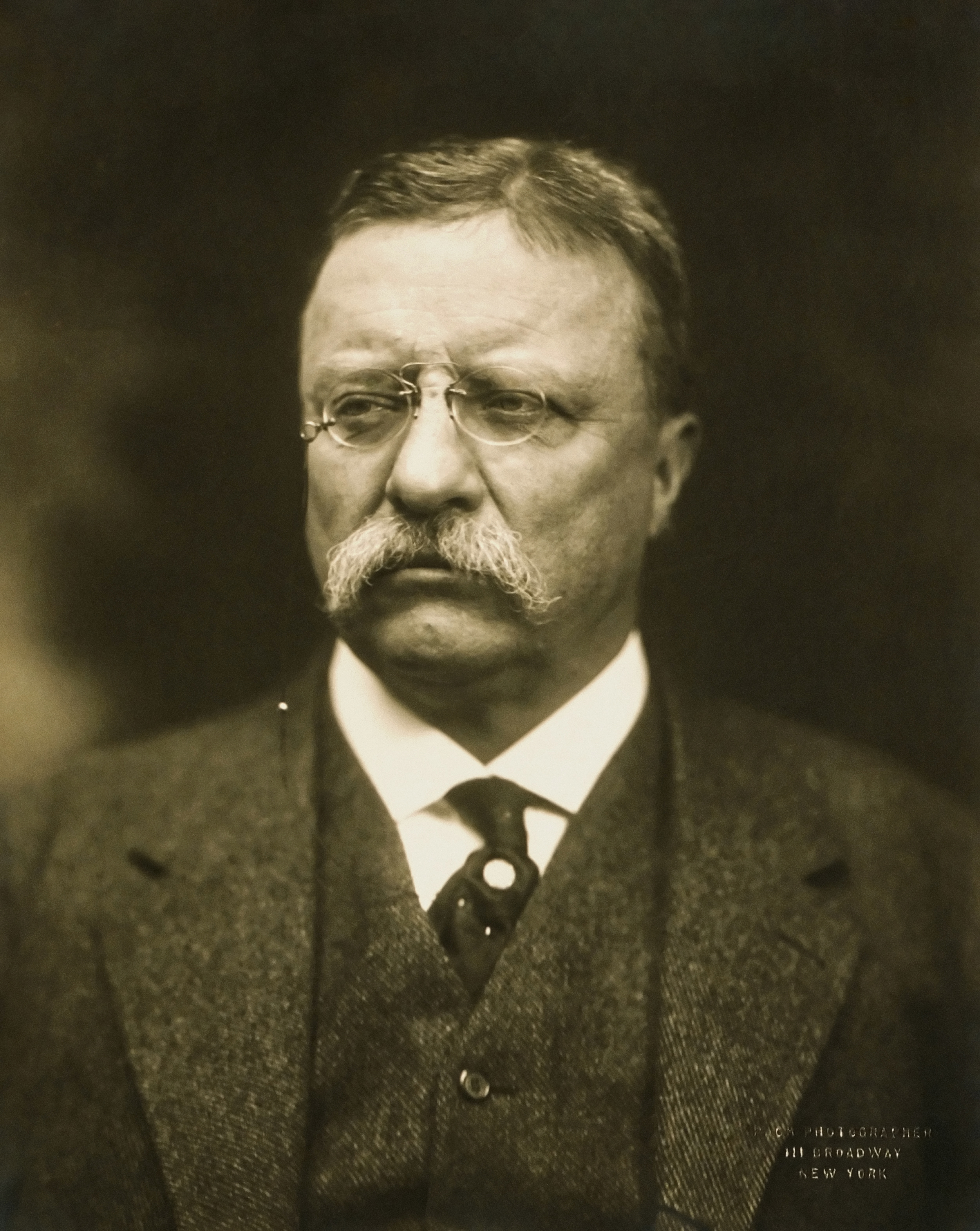
Theodore Roosevelt, prezydent Stanów Zjednoczonych, był bohaterem książki wyróżnionej w 1932

Nagroda Pulitzera w dziedzinie biografii, wcześniej: Nagroda Pulitzera w dziedzinie biografii i autobiografii – jedna z kategorii Nagrody Pulitzera, przyznawana za wybitne osiągnięcia w dziedzinie twórczości żywotopisarskiej. Wyróżnienia w tej kategorii są przyznawane od początku istnienia ufundowanej przez Josepha Pulitzera, czyli od 1917. W 2023 stworzono odrębną kategorię nagrody dla autobiografii i literatury wspomnieniowej.
Bohaterami nagrodzonych książek są przede wszystkim osobistości amerykańskiego życia publicznego, w szczególności politycy.
Pierwsze lata:
| Data | Autor                                                    | Tytuł                            |
| ---- | -------------------------------------------------------- | -------------------------------- |
| 1917 | Laura E. Richards, Maud Howe Elliott, Florence Howe Hall | Julia Ward Howe                  |
| 1918 | William Cabell Bruce                                     | Benjamin Franklin, Self-Revealed |
| 1919 | Henry Adams                                              | The Education of Henry Adams     |
| 1920 | Albert J. Beveridge                                      | The Life of John Marshall        |

Lata dwudzieste:
| Data | Autor                  | Tytuł                                                                                  |
| ---- | ---------------------- | -------------------------------------------------------------------------------------- |
| 1921 | Edward Bok             | The Americanization of Edward Bok: The Autobiography of a Dutch Boy Fifty Years After  |
| 1922 | Hamlin Garland         | A Daughter of the Middle Border                                                        |
| 1923 | Burton J. Hendrick     | The Life and Letters of Walter H. Page                                                 |
| 1924 | Mihajlo Pupin          | From Immigrant to Inventor                                                             |
| 1925 | M.A. De Wolfe Howe     | Barrett Wendell and His Letters                                                        |
| 1926 | Harvey Cushing         | The Life of Sir William Osler                                                          |
| 1927 | Emory Holloway         | Whitman: An Interpretation in Narrative                                                |
| 1928 | Charles Edward Russell | The American Orchestra and Theodore Thomas                                             |
| 1929 | Burton J. Hendrick     | The Training of an American: The Earlier Life and Letters of Walter H. Page, 1855–1913 |
| 1930 | Marquis James          | The Raven: A Biography of Sam Houston                                                  |

Lata trzydzieste:
| Data | Autor              | Tytuł |
| ---- | ------------------ | --- |
| 1931 | Henry James        | Charles W. Eliot: Charles W. Eliot, President of Harvard University, 1869–1909                                                        |
| 1932 | Henry F. Pringle   | Theodore Roosevelt: A Biography |
| 1933 | Allan Nevins       | Grover Cleveland: A Study in Courage                                                                                                  |
| 1934 | Tyler Dennett      | John Hay: From Poetry to Politics |
| 1935 | Douglas S. Freeman | R.E. Lee: A Biography |
| 1936 | Ralph Barton Perry | The Thought and Character of William James, As Revealed in Unpublished Correspondence and Notes, Together with His Published Writings |
| 1937 | Allan Nevins       | Hamilton Fish: The Inner History of the Grant Administration                                                                          |
| 1938 | Marquis James      | Andrew Jackson (ex aequo) |
| 1938 | Odell Shepard      | Pedlar’s Progress: The Life of Bronson Alcott                                                                                         |
| 1939 | Carl Van Doren     | Benjamin Franklin |
| 1940 | Ray Stannard Baker | Woodrow Wilson, Life and Letters: War Leader, vol. 7; Woodrow Wilson, Life and Letters: Armistice, vol. 8                             |

Lata czterdzieste:
| Data | Autor                 | Tytuł                                                            |
| ---- | --------------------- | ---------------------------------------------------------------- |
| 1941 | Ola Elizabeth Winslow | Jonathan Edwards, 1703–1758: A Biography                         |
| 1942 | Forrest Wilson        | Crusader in Crinoline: The Life of Harriet Beecher Stowe         |
| 1943 | Samuel Eliot Morison  | Admiral of the Ocean Sea: A Life of Christopher Columbus         |
| 1944 | Carleton Mabee        | The American Leonardo: A Life of Samuel F.B. Morse               |
| 1945 | Russell Blaine Nye    | George Bancroft: Brahmin Rebel                                   |
| 1946 | Linnie Marsh Wolfe    | Son of the Wilderness: The Life of John Muir                     |
| 1947 | William Allen White   | The Autobiography of William Allen White                         |
| 1948 | Margaret Clapp        | Forgotten First Citizen: John Bigelow                            |
| 1949 | Robert E. Sherwood    | Roosevelt and Hopkins: An Intimate History                       |
| 1950 | Samuel Flagg Bemis    | John Quincy Adams and the Foundations of American Foreign Policy |

Lata pięćdziesiąte:
| Data | Autor                                                                 | Tytuł                                    |
| ---- | --------------------------------------------------------------------- | ---------------------------------------- |
| 1951 | Margaret Louise Coit                                                  | John C. Calhoun: American Portrait       |
| 1952 | Merlo J. Pusey                                                        | Charles Evans Hughes                     |
| 1953 | David J. Mays                                                         | Edmund Pendleton, 1721–1803: A Biography |
| 1954 | Charles A. Lindbergh                                                  | The Spirit of St. Louis                  |
| 1955 | William S. White                                                      | The Taft Story                           |
| 1956 | Talbot Hamlin                                                         | Benjamin Henry Latrobe                   |
| 1957 | John F. Kennedy                                                       | Profiles in Courage                      |
| 1958 | Douglas Southall Freeman, John Alexander Carroll, Mary Wells Ashworth | George Washington                        |
| 1959 | Arthur Walworth                                                       | Woodrow Wilson: American Prophet         |
| 1960 | Samuel Eliot Morison                                                  | John Paul Jones: A Sailor’s Biography    |

Lata sześćdziesiąte:
| Data | Autor                     | Tytuł |
| ---- | ------------------------- | --- |
| 1961 | David Herbert Donald      | Charles Sumner and the Coming of the Civil War                                                           |
| 1962 | Nagrody nie przyznano     | |
| 1963 | Leon Edel                 | Henry James: The Conquest of London, 1870–1883, vol. 2; Henry James: The Middle Years, 1882–1895, vol. 3 |
| 1964 | Walter Jackson Bate       | John Keats                                                                                               |
| 1965 | Ernest Samuels            | Henry Adams                                                                                              |
| 1966 | Arthur M. Schlesinger Jr. | A Thousand Days: John F. Kennedy in the White House                                                      |
| 1967 | Justin Kaplan             | Mr. Clemens and Mark Twain                                                                               |
| 1968 | George F. Kennan          | Memoirs: 1925–1950                                                                                       |
| 1969 | Benjamin Lawrence Reid    | The Man from New York: John Quinn and His Friends                                                        |
| 1970 | T. Harry Williams         | Huey Long                                                                                                |

Lata siedemdziesiąte:
| Data | Autor               | Tytuł                                                                                              |
| ---- | ------------------- | -------------------------------------------------------------------------------------------------- |
| 1971 | Lawrance Thompson   | Robert Frost: The Years of Triumph, 1915–1938                                                      |
| 1972 | Joseph P. Lash      | Eleanor and Franklin: The Story of Their Relationship, Based on Eleanor Roosevelt’s Private Papers |
| 1973 | W.A. Swanberg       | Luce and His Empire                                                                                |
| 1974 | Louis Sheaffer      | O’Neill, Son and Artist                                                                            |
| 1975 | Robert A. Caro      | The Power Broker: Robert Moses and the Fall of New York                                            |
| 1976 | R.W.B. Lewis        | Edith Wharton: A Biography                                                                         |
| 1977 | John E. Mack        | A Prince of Our Disorder: The Life of T.E. Lawrence                                                |
| 1978 | Walter Jackson Bate | Samuel Johnson                                                                                     |
| 1979 | Leonard Baker       | Days of Sorrow and Pain: Leo Baeck and the Berlin Jews                                             |
| 1980 | Edmund Morris       | The Rise of Theodore Roosevelt                                                                     |

Lata osiemdziesiąte:
| Data | Autor                | Tytuł                                                                                       |
| ---- | -------------------- | ------------------------------------------------------------------------------------------- |
| 1981 | Robert K. Massie     | Peter the Great: His Life and World                                                         |
| 1982 | William McFeely      | Grant: A Biography                                                                          |
| 1983 | Russell Baker        | Growing Up                                                                                  |
| 1984 | Louis R. Harlan      | Booker T. Washington: The Wizard of Tuskegee, 1901–1915                                     |
| 1985 | Kenneth Silverman    | The Life and Times of Cotton Mather                                                         |
| 1986 | Elizabeth Frank      | Louise Bogan: A Portrait                                                                    |
| 1987 | David J. Garrow      | Bearing the Cross: Martin Luther King Jr., and the Southern Christian Leadership Conference |
| 1988 | David Herbert Donald | Look Homeward: A Life of Thomas Wolfe                                                       |
| 1989 | Richard Ellmann      | Oscar Wilde                                                                                 |
| 1990 | Sebastian de Grazia  | Machiavelli in Hell                                                                         |

Lata dziewięćdziesiąte:
| Data | Autor                              | Tytuł                                          |
| ---- | ---------------------------------- | ---------------------------------------------- |
| 1991 | Steven Naifeh, Gregory White Smith | Jackson Pollock: An American Saga              |
| 1992 | Lewis B. Puller Jr.                | Fortunate Son: The Healing of a Vietnam Vet    |
| 1993 | David McCullough                   | Truman                                         |
| 1994 | David Levering Lewis               | W.E.B. Du Bois: Biography of a Race, 1868–1919 |
| 1995 | Joan D. Hedrick                    | Harriet Beecher Stowe: A Life                  |
| 1996 | Jack Miles                         | God: A Biography                               |
| 1997 | Frank McCourt                      | Angela’s Ashes: A Memoir                       |
| 1998 | Katharine Graham                   | Personal History                               |
| 1999 | A. Scott Berg                      | Lindbergh                                      |
| 2000 | Stacy Schiff                       | Véra (Mrs. Vladimir Nabokov)                   |

Pierwsze dziesięciolecie XXI wieku:
| Data | Autor                       | Tytuł                                                                      |
| ---- | --------------------------- | -------------------------------------------------------------------------- |
| 2001 | David Levering Lewis        | W.E.B. Du Bois: The Fight for Equality and the American Century, 1919–1963 |
| 2002 | David McCullough            | John Adams                                                                 |
| 2003 | Robert A. Caro              | The Years of Lyndon Johnson: Master of the Senate, vol. 3                  |
| 2004 | William Taubman             | Khrushchev: The Man and His Era                                            |
| 2005 | Mark Stevens, Annalyn Swan  | De Kooning: An American Master                                             |
| 2006 | Kai Bird, Martin J. Sherwin | American Prometheus: The Triumph and Tragedy of J. Robert Oppenheimer      |
| 2007 | Debby Applegate             | The Most Famous Man in America: The Biography of Henry Ward Beecher        |
| 2008 | John Matteson               | Eden’s Outcasts: The Story of Louisa May Alcott and Her Father             |
| 2009 | Jon Meacham                 | American Lion: Andrew Jackson in the White House                           |
| 2010 | T.J. Stiles                 | The First Tycoon: The Epic Life of Cornelius Vanderbilt                    |

Drugie dziesięciolecie XXI wieku:
| Data | Autor              | Tytuł                                                                                   |
| ---- | ------------------ | --------------------------------------------------------------------------------------- |
| 2011 | Ron Chernow        | Washington: A Life                                                                      |
| 2012 | John Lewis Gaddis  | George F. Kennan: An American Life                                                      |
| 2013 | Tom Reiss          | The Black Count: Glory, Revolution, Betrayal, and the Real Count of Monte Cristo        |
| 2014 | Megan Marshall     | Margaret Fuller: A New American Life                                                    |
| 2015 | David I. Kertzer   | The Pope and Mussolini: The Secret History of Pius XI and the Rise of Fascism in Europe |
| 2016 | William Finnegan   | Barbarian Days: A Surfing Life                                                          |
| 2017 | Hisham Matar       | The Return: Fathers, Sons and the Land in Between                                       |
| 2018 | Caroline Fraser    | Prairie Fires: The American Dreams of Laura Ingalls Wilder                              |
| 2019 | Jeffrey C. Stewart | The New Negro: The Life of Alain Locke                                                  |
| 2020 | Benjamin Moser     | Sontag: Her Life and Work                                                               |

Trzecie dziesięciolecie XXI wieku:
| Data | Autor                           | Tytuł                                                            |
| ---- | ------------------------------- | ---------------------------------------------------------------- |
| 2021 | Les Payne i Tamara Payne        | The Dead Are Arising: The Life of Malcolm X                      |
| 2022 | Winfred Rembert i Erin I. Kelly | Chasing Me to My Grave: An Artist’s Memoir of the Jim Crow South |
| 2023 | Beverly Gage                    | G-Man: J. Edgar Hoover and the Making of the American Century    |